# Jessie St. James
Jessie St. James (estado de California; 30 de noviembre de 1953) es una actriz pornográfica retirada estadounidense.

## Biografía
Debutó como actriz pornográfica en 1978, a los 25 años, con la película Blue Heat. En la época de plenitud como actriz llegó a ser una de las actrices de mayor edad en muchas producciones, llegando a tener papeles de ama de casa o maestra.
Como actriz, trabajó para estudios como Caballero, Metro, VCA Pictures, Pleasure Video, VCX, Blue Vanities, Essex Video, Dreamland Video, Diamond Films, Fat Dog, Odyssey, Xtraordinary Pictures, Cal Vista o Pink Video.
Se retiró como actriz en 1984, con un total de 100 películas. En 1988 fue incluida en el Salón de la fama de AVN. Diez años después lo haría en el de los Premios XRCO.
En la película Boogie Nights, dirigida en 1997 por Paul Thomas Anderson, el personaje de Melora Walters está basado en ella.
Algunas películas suyas fueron Blonde Fire, Centerspread Girls, Easy, Feels Like Silk, Gypsy Ball, Hot Line, Indecent Pleasures, Live Show, Matinee Idol, Oriental Hawaii, Sound of Love o The Filthy Rich.

## Premios y nominaciones
| Año  | Ceremonia   | Resultado | Premio                  | Trabajo         |
| ---- | ----------- | --------- | ----------------------- | --------------- |
| 1982 | AFAA Awards | Nominada  | Mejor actriz de reparto | Oriental Hawaii |